# Lucien Teisseire
Lucien Teisseire (Saint-Laurent-du-Var, 11 dicembre 1919 – Douarnenez, 22 dicembre 2007) è stato un ciclista su strada francese.
Professionista dal 1944 al 1955, vinse la Parigi-Tours nel 1944 e il Critérium du Dauphiné Libéré nel 1953; colse inoltre quattro successi di tappa al Tour de France e fu terzo ai Campionati del mondo di Valkenburg nel 1948. Anche suo fratello Emile Teisseire fu un ciclista professionista.

## Palmarès
- 1942 (dilettanti)

Circuit des villes d'eaux d'Auvergne
2ª tappa Circuit du Mont Ventoux
- 1943 (dilettanti)

La Turbine
- 1944

Parigi-Tours
Grand Prix Provence
Grand Prix de Nice
2ª prova Omniu de la Route
- 1946

4ª tappa Parigi-Nizza
- 1947

6ª tappa Tour de France
13ª tappa Tour de France
- 1948

Grand Prix du Pneumatique
1ª tappa Critérium du Dauphiné Libéré
- 1949

4ª tappa Tour de France
- 1951

Grand Prix de Cannes
1ª tappa Parigi-Nizza
- 1952

1ª tappa Grand Prix de Constantine et des Zibans
- 1953

Mantes-La Baule
2ª tappa Critérium du Dauphiné Libéré
5ª tappa Critérium du Dauphiné Libéré
Classifica generale Critérium du Dauphiné Libéré
3ª tappa Tour du Maroc
- 1954

20ª tappa Tour de France
5ª tappa Tour du Maroc
- 1955

4ª tappa Tour de la Manche

### Altri successi
- 1944

Criterium di Nizza
- 1947

Grand Prix de l'Echo d'Oran (criterium)
- 1948

Criterium di Beauze
Criterium di Montluçon

## Piazzamenti

### Grandi Giri
- Tour de France

1947: 11º
1948: 6º
1949: 14º
1951: 31º
1952: 59º
1953: 26º
1954: 23º
1955: 45º

### Classiche monumento
- Milano-Sanremo

1946: 2º
1951: 27º
- Parigi-Roubaix

1943: 40º
1945: 2º
1947: 9º
1951: 31º
1952: 75º
1953: 71º
Giro di Lombardia
1947: 47º

### Competizioni mondiali
- Campionati del mondo

Zurigo 1946 - In linea: 11º
Reims 1947 - In linea: ritirato
Valkenburg 1948 - In linea: 3º
Lugano 1953 - In linea: ritirato